# Département Charente-Maritime
Das Département de la Charente-Maritime [ʃaˌʀãtmaʀiˈtim] ist das französische Département mit der Ordnungsnummer 17. Es liegt im Westen des Landes an der Atlantikküste in der Region Nouvelle-Aquitaine und ist nach dem Fluss Charente und nach seiner maritimen Lage benannt. Hauptstadt ist die alte Festungsstadt La Rochelle. Von seiner Einrichtung 1790 bis ins Jahr 1941 hieß das Département Charente-Inférieure.

## Geographie

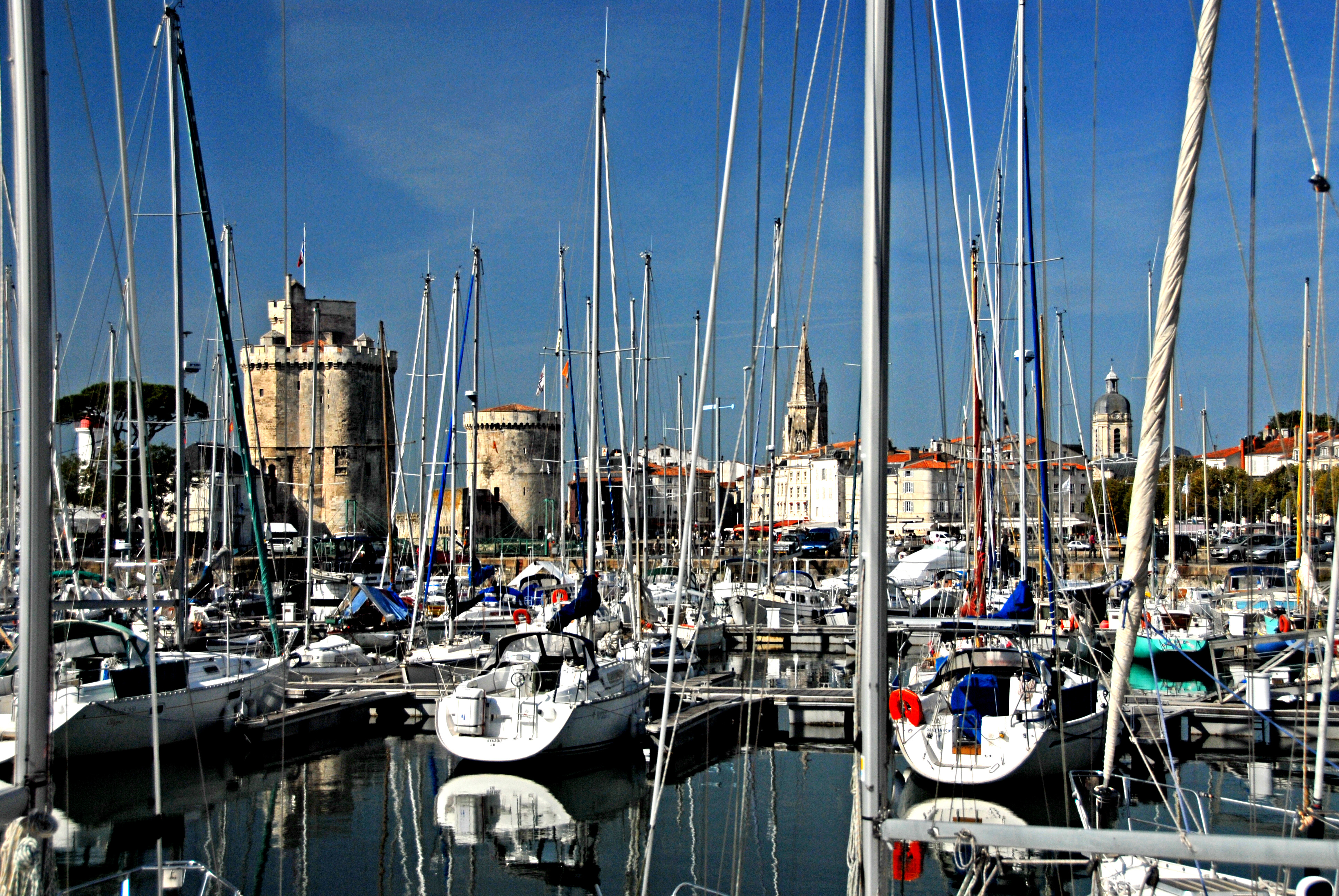
La Rochelle, die ehemalige Hauptstadt der Provinz Aunis sowie heutiger Verwaltungssitz und größte Stadt des Départements

Das Département Charente-Maritime grenzt im Norden an das Département Vendée, im Nordosten an das Département Deux-Sèvres, im Osten an das Département Charente, im äußersten Südosten an das Département Dordogne, im Süden an das Département Gironde und im Westen an die Gironde und den Atlantischen Ozean.
Die bedeutendsten Flüsse sind die Sèvre Niortaise, überwiegend nördliche Grenze zum Département Vendée, die namensgebende Charente, die das Département in westlicher Richtung durchquert und hinter Rochefort in den Atlantik mündet, ihr rechter Nebenfluss Boutonne, weiter südlich die Seudre, deren Mündungsgebiet zu ausgedehnter Austern- und Muschelzucht genutzt wird, und im Südosten die Dronne, die die kurze Grenze zum Département Dordogne bildet.
Zum Département Charente-Maritime gehören auch die der Atlantikküste vorgelagerten Inseln Île de Ré, Île d’Oléron, Île-d’Aix und Île Madame.
Das Gebiet um Saintes, vor allem jenes nördlich der zentral im Département gelegenen Stadt, bildet die historische Provinz Saintonge.

## Wappen
Beschreibung: Im in Blau und Rot gespaltenen Wappen ist vorn eine silberne Bischofsmütze von drei (1;2) goldenen Lilien begleitet und hinten eine gegengekehrte goldene gekrönte Taube.

## Städte
Die bevölkerungsreichsten Gemeinden des Départements Charente-Maritime sind:
| Stadt               | Einwohner (2022) | Arrondissement      |
| ------------------- | ---------------- | ------------------- |
| La Rochelle         | 79.961           | La Rochelle         |
| Saintes             | 25.312           | Saintes             |
| Rochefort           | 23.188           | Rochefort           |
| Royan               | 19.322           | Rochefort           |
| Aytré               | 9.759            | La Rochelle         |
| Périgny             | 8.802            | La Rochelle         |
| Tonnay-Charente     | 8.248            | Rochefort           |
| Saujon              | 7.314            | Saintes             |
| Lagord              | 7.594            | La Rochelle         |
| Saint-Jean-d’Angély | 6.679            | Saint-Jean-d’Angély |

## Verwaltungsgliederung
Das Département Charente-Maritime ist in 5 Arrondissements, 27 Kantone und 462 Gemeinden untergliedert:
| Arrondissement                | Kantone | Gemeinden | Einwohner 1. Januar 2022 | Fläche km² | Dichte Einw./km² | Code INSEE |
| ----------------------------- | ------- | --------- | ------------------------ | ---------- | ---------------- | ---------- |
| Jonzac                        | 4       | 129       | 68.842                   | 1.740,05   | 40               | 171        |
| La Rochelle                   | 9       | 58        | 231.319                  | 852,76     | 271              | 173        |
| Rochefort                     | 12      | 78        | 196.439                  | 1.519,04   | 129              | 172        |
| Saintes                       | 6       | 88        | 119.130                  | 1.328,60   | 90               | 174        |
| Saint-Jean-d’Angély           | 3       | 109       | 52.430                   | 1.415,95   | 37               | 175        |
| Département Charente-Maritime | 27      | 462       | 668.160                  | 6.848,15   | 98               | 17         |

Siehe auch:

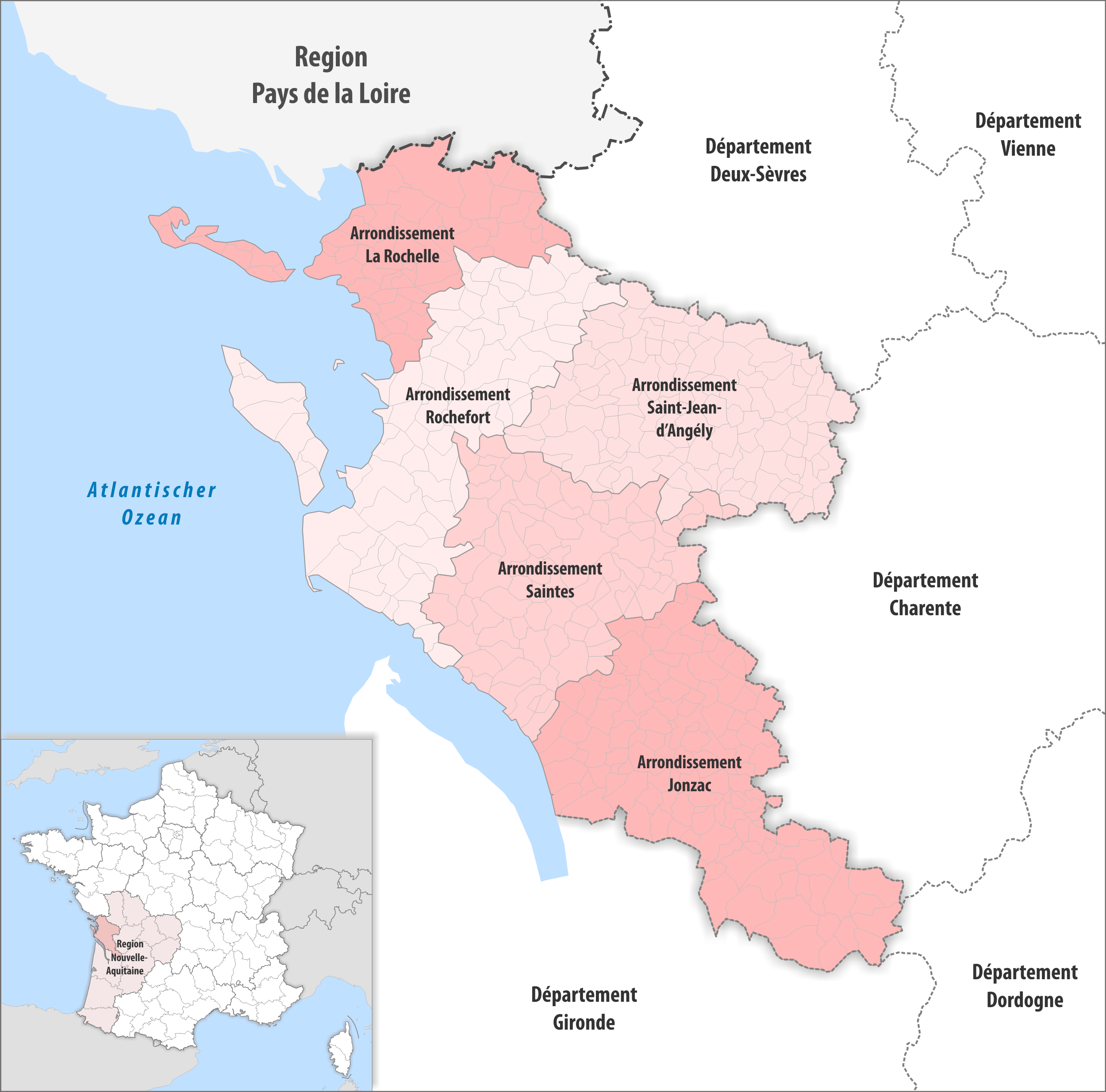
Gemeinden und Arrondissemente im Département Charente-Maritime

Bis 1790 befanden sich auf dem Gebiet des heutigen Départements die historischen Provinzen Aunis und Saintonge, sowie ein geringer Anteil der Provinzen Poitou und Angoumois

- Liste der Gemeinden im Département Charente-Maritime
- Liste der Kantone im Département Charente-Maritime
- Liste der Gemeindeverbände im Département Charente-Maritime

## Klima
Messstation: Pointe de la Coubre, 150 m vom Meer entfernt, am Ausgang der Gironde
| Maritime Klimadaten              | J  | F  | M   | A   | M  | J  | J  | A  | S  | O  | N  | D   |
| -------------------------------- | -- | -- | --- | --- | -- | -- | -- | -- | -- | -- | -- | --- |
| mittlere Höchsttemperatur        | 9  | 10 | 12  | 15  | 18 | 21 | 23 | 23 | 21 | 18 | 13 | 10  |
| mittlere Tiefsttemperatur        | 3  | 4  | 5   | 7   | 11 | 14 | 16 | 16 | 14 | 11 | 7  | 5   |
| Anzahl sehr sonniger Tage        | 3  | 3  | 4,5 | 4,5 | 4  | 5  | 7  | 6  | 5  | 5  | 3  | 2,5 |
| Anzahl Tage mit bedecktem Himmel | 17 | 13 | 13  | 10  | 10 | 7  | 6  | 6  | 9  | 10 | 15 | 16  |
| Anzahl Regentage                 | 13 | 11 | 10  | 9   | 9  | 7  | 6  | 8  | 9  | 10 | 13 | 13  |
| Regenmenge in mm                 | 85 | 70 | 55  | 50  | 50 | 40 | 35 | 55 | 70 | 75 | 95 | 92  |
| Wassertemperatur in Küstennähe   | 10 | 10 | 11  | 13  | 14 | 17 | 19 | 20 | 19 | 17 | 15 | 12  |

Tage pro Jahr mit
- Regenfällen über 1 mm: 118
- Frost: 26
  - erster Frost: Ende November
  - letzter Frost: Mitte März
- Schnee: 2
- Gewitter: 12
- Hagel: 3

(Stand 1991)